# Microallomyces dendroideus
Microallomyces dendroideus är en svampart som beskrevs av Ralph Emerson och Jack Alex Robertson 1974. Microallomyces dendroideus ingår i släktet Microallomyces och familjen Blastocladiaceae.   Inga underarter finns listade i Catalogue of Life.